# Primera Junta
La Primera Junta de Govern, oficialment anomenat Junta Provisional Governativa de les Províncies del Riu de la Plata a nom del Senyor Ferran VII, va ser la Junta de Govern sorgida el divendres 25 de maig del 1810 a Buenos Aires, capital del Virregnat del Riu de la Plata, a conseqüència de la Revolució de Maig que va destituir al virrei Baltasar Hidalgo de Cisneros.
La seu del govern es va fixar a Buenos Aires, que havia servit des del 1776 com a residència dels virreis i on avui es troba la Casa de govern. La Primera Junta va existir com a tal fins al 18 de desembre del mateix any, ja que amb la incorporació de diputats de l'interior es va transformar en la Junta Gran.
Els principis que va reclamar la Revolució de Maig i pels quals es va guiar el procediment de la Primera Junta van ser els de la sobirania popular, el principi representatiu, i la publicitat dels actes de govern.

## Integrants de la Primera Junta
| President  |  | Cornelio Saavedra (1759-1829)          | Comandant del Regiment de Patricis |
| Vocals     |  | Juan José Castelli (1764-1812)         | Advocat                            |
| Vocals     |  | Manuel Belgrano (1770-1820)            | Advocat                            |
| Vocals     |  | Miguel de Azcuénaga (1754-1833)        | Militar (coronel)                  |
| Vocals     |  | Manuel Máximiliano Alberti (1763-1811) | Sacerdot                           |
| Vocals     |  | Domènec Matheu i Xicola (1765-1831)    | Comerciant                         |
| Vocals     |  | Joan Larreu i Espeso (1782-1847)       | Comerciant                         |
| Secretaris |  | Juan José Paso (1758-1833)             | Advocat                            |
| Secretaris |  | Mariano Moreno (1778-1811)             | Advocat                            |

## Fonaments doctrinaris i duració
Al principi, la Junta no es va presentar com una ruptura a l'ordre preexistent sinó com una continuïtat de la soberania del rei rei Ferran VII de Borbó, presoner de l'emperador Napoleó Bonaparte a França. Es va basar en la teoria de la Retroversió de la Sobirania, exposada per Juan José Castelli al Cabildo Obert del dia 22 de maig, i el dret dels pobles a confiar l'autoritat a un manament en absència del monarca. A Espanya s'havien format Juntes de Govern sota el mateix principi, que no reconeixien l'autoritat del rei Josep Bonaparte nomenat per Napoleó Bonaparte en substitució de Ferran VII. Abans de la formació de la Primera Junta van existir altres intents similars de formar juntes de govern al virregnat, però tots van ser desbaratats.
No obstant, els historiadors acostumen a considerar que les proclamacions de lleialtat a Ferran VII no eren reals, sinó un engany conegut com la Màscara de Ferran VII, que ocultava les autèntiques motivacions independentistes dels seus impulsos amb la finalitat d'evitar represàlies.
Aquests fonaments doctrinaris es van complementar amb la teoria de la subrogació, per la qual al substituir a l'autoritat virregnal, s'assumien totes les seves funcions i dignitats, pel que la Junta havia de ser reconeguda per totes les ciutats i vil·les.
El nou govern no va reconèixer l'autoritat del Consell de Regència sobre el territori americà, basant-se per una banda en la seva carència de representació respecte a Hispanoamèrica. Per una altra banda, en la seva falta de legitimitat, donat que l'òrgan que li havia transmès els seus poders, la Junta Suprema Central, no disposava de les facultats per a fer-ho.
La Junta va ser creada el 25 de maig del 1810 i després es va transformar el 18 de desembre del mateix any en l'anomenada Junta Gran.
| «                                                    | En la molt noble i molt lleial ciutat de la Santíssima Trinitat, Port de Santa Maria de Buenos Aires, a 25 de maig del 1810: Sense haver-se separat de la Sala Capitular els senyors de l'excel·lentíssim Cabildo, es van col·locar a la hora senyalada sota de docel, amb setial per davant, i en ell, la imatge del Crucifix i els Sants Evangelis; I van comparèixer els senyors President i Vocals de la nova Junta Provisòria governativa, sr Cornelio de Saavedra, Dr. Sr Juan José Castelli, Llicenciat Sr Manuel Belgrano, Sr Miguel de Azcuénaga, Dr. Sr Manuel Alberti, Sr Domingo Mateu i D. Juan Larrea; I els Senyors Secretaris Dr. Sr. Juan José Paso i Dr. Sr Mariano Moreno, els quals van ocupar els respectius llocs que els estaven preparats, col·locant-se al demés prelats, caps, comandants i persones de distinció que van concórrer | » |
| — Encapçalament de l'acta d'instal·lació de la Junta | |   |

## Acció de Govern
Una de les primeres mesures de la Primera Junta va ser exigir jurament d'obediència; La audiència, el Cabildo de Buenos Aires i el Tribunal de Comptes ho van fer sota protesta. Amb l'objectiu d'incorporar la resta del virregnat al procès revolucionari, es va enviar la Circular del 27 de maig a les seves ciutats i vil·les. El document comunicava el canvi de govern, exigia el reconeixement i sol·licitava la designació de representats que havien de traslladar-se a Buenos Aires per a integrar la Junta Segons l'ordre d'arribada.
El 28 de maig la Junta va dictar el seu propi reglament, al que va anomenar Reglament sobre el despatx cerimonial en actes públics de la Junta Provisional Governativa de les Províncies del Riu de la Plata. Els assumptes de govern es van derivar a dues secretaries, la de Govern i la de Guerra a càrrec de Mariano Moreno, i la d'Hisenda, encomanada a Juan José Paso. Les milícies van ser transformades en regiments regulars, donant origen a l'exèrcit de la revolució. Reconeixia el dret a petició, a declarar que tot ciutadà podia fer conèixer a la Junta les seves preocupacions en matèria de seguretat i felicitat pública.

### Obres de govern

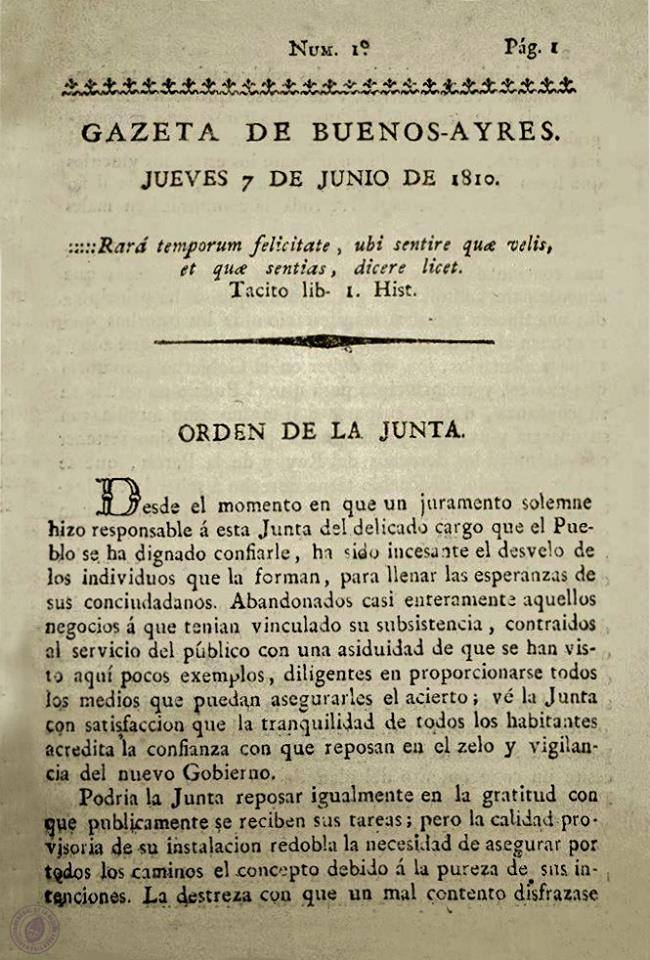
La Gaceta de Buenos Aires.

La Primera Junta va realitzar una activa obra governativa. Així:
- Va anunciar a les províncies la seva instal·lació i les va invitar a enviar diputats perquè participessin en un congrés (27 de maig).
- Va dictar el seu propi reglament (28 de maig).
- Va crear per decret la Gaceta de Buenos Ayres, primer periòdic que va ser utilitzat com a medi de propaganda política.
- Va fundar la Biblioteca Nacional de la República Argentina i va fomentar l'educació primària.
- Va atendre les necessitats dels indis i la salut de la població.
- Va crear la primera esquadra naval i l'Exèrcit.
- Va crear el Departament de Comerç i Guerra.
- Va obrir la Escola Militar de Matemàtica, destinada a la formació d'oficials joves.
- Va habilitar nous ports per agilitzar la exportació de productes del país.
- Va promoure la venta de terres a les zones de la frontera, per incentivar al poblament de tot el territori i aprofitar els recursos naturals.
- Va ordenar la detenció del virrei Cisneros i va fer arrestar a l'ex-virrei Santiago de Liniers.
- Va enviar a Mariano Moreno en missió diplomàtica a Londres.
- Va recolzar militarment a totes les Províncies Unides del Riu de la Plata, enviant la Expedició al Paraguai, la Primera expedició auxiliadora de l'Alt Perú, i la Expedició Alliberadora de la Banda Oriental.

### Mesures davant la contrarevolució
Els funcionaris espanyols realistes es van resistir al desplaçament de Cisneros. Va sorgir així el problema de la contrarevolució.
A Buenos Aires els principals nuclis d'oposició van ser l'audiència, el Cabildo i l'antic virrei. L'audiència no va reconèixer a la Junta. Aquesta va disposar al juny del 1810, la detenció de Cisneros i dels membres de l'audiència i el seu embarcament cap a Espanya.
El cabildo va continuar a l'oposició, fins que els seus integrants van ser substituïts per partidaris de la revolució.
A l'interior, les autoritats de Córdoba (el 20 de juny), Potosí, Cochabamba, La Paz, Chuquisaca, Paraguai i Montevideo van decidir no reconèixer el poder de la Junta Governativa. Es van organitzar moviments contrarevolucionaris; El més perillós, per la seva proximitat a Buenos Aires, va ser el de Córdoba, que dirigit per Liniers, va establir contactes amb les autoritats de l'Alt Perú i va reunir forces per a resistir.
El primer cabildo en reconèixer a la Junta va ser el de Luján, el 2 de juny. El van seguir:
- El cabildo de Maldonado el 4 de juny.
- El comandant militar de Colònia del Sacramento el 5 de juny. Però ambdues poblacions van ser ocupades pels realistes de Montevideo.
- El cabildo de Concepción del Uruguay el 8 de juny
- El cabildo de Santo Domingo Soriano el 9 de juny
- El cabildo de Santa Fe el 12 de juny
- El comandant militar de la Fortalesa de Santa Teresa el 12 de nuny
- El cabildo de San Luis el 12 de juny
- El cabildo de Corrientes el 16 de juny.
- El Cabildo de Salta el 19 de juny enmig d'una gran oposició
- El cabildo de Gualeguay, Gualeguaychú el 22 de juny.
- Mendoza el 23 de juny
- Tarija el 25 de juny.
- El cabildo de San Miguel de Tucumán va decidir l'11 de juny esperar la decisió de Salta i després ho va fer a favor del reconeixement el 26 de juny
- Santiago del Estero el 29 de juny.
- El governador interí de Misiones a Yapeyú el 18 de juny.
- El cabildo indígena de Candelària el 8 de juliol.
- El cabildo de San Juan el va rebutjar el 13 de juliol i la va reconèixer el dia 28.
- La vil·la de San José de Jáchal el dia 6 d'agost.
- La vil·la de San Agustín del Valle Fértil el 10 d'agost.
- El Cabildo de Córdoba el 8 d'agost, després de sufocar la reacció de Liniers.
- El Rio Cuarto el 13 d'agost.
- El La Rioja l'1 de setembre.
- San Salvador de Jujuy el 4 de setembre
- Cochabamba el 23 de setembre
- Santa Cruz de la Sierra el 24 de setembre
- Potosí el 10 de novembre.
- Chuquisaca el 13 de novembre
- La Paz el 16 de novembre
- Oruro el 4 de desembre.

La Junta va tractar de dissuadir als revolucionats. Al no aconseguir-ho, va recórrer a l'acció armada i als càstigs exemplars. La mesura més controvertida va ser l'afusellament dels contrarevolucionaris de Córdoba, executats durant la Primera Campanya a l'Alt Perú. La mesura va ser aprovada per la totalitat dels membres de la junta amb l'excepció del sacerdot Manuel Alberti.
La Junta va organitzar tres campanyes militars per acabar amb l'oposició dels funcionaris metropolitans:
- Campanya al interior i a l'Alt Perú (1810-1811)
- Campanya al Paraguai (1811)
- Campanya a la Banda Oriental (1811-1812).

## Crisis i transformació de la Junta
Cap a finals del 1810 les divergències en el si de la Primera Junta entre els morenistes, que era la tendència més radical dins de la Junta, conduïda per Moreno, i els saavedristes, tendència més conservadora encapçalada per Saavedra, van derivar en la primera crisis de govern.
Com a resposta al gest d'un oficial del Regiment de Patricis, que durant un banquet exaltava excessivament la persona de Saavedra com si fos el rei o emperador d'Amèrica, Moreno va presentar a la Junta un projecte de Supressió d'Honors. Es reservaven els honors per a la junta com a institució de govern, eliminant els destinats al president. Saavedra no s'hi va oposar i el document va ser aprovat el 6 de desembre del 1810. No obstant, els caps milicians, temorosos de la pèrdua de poder de Saavedra, van pressionar per a desplaçar a Moreno.
Les ciutats de l'interior, complint amb les disposicions de la circular del 27 de maig, van enviar als seus representants a la capital per a ser incorporats a la Junta. El diputat de Córdoba, Déan Funes, va liderar el grup.
Els Partidaris de la Revolució, però majoritàriament moderats, tenien diferències amb Buenos Aires, fossin aquests moderats o morenistes. Defensaven el dret dels pobles a participar en el govern i recelaven de la supremacia de la capital.
Moreno s'oposava a integrar-los a la Junta, considerant que havien de formar el Congrés General dels pobles per a sancionar la Constitució i establir la forma definitiva de govern. Advertia que augmentar el nombre d'integrants de l'executiu atemptaria contra la unitat de criteri i la rapidesa en la presa de decisions.
La votació del 18 de desembre del 1810, destinada a decidir sobre la incorporació dels diputats de l'interior, va acabar amb una amplia majoria a favor de la incorporació.
Mariano Moreno va considerar que la decisió era contrària al bé general de l'Estat. Va acceptar la voluntat de la majoria i va presentar la seva renúncia, que no va ser acceptada. Posteriorment va sol·licitar ser enviat en missió diplomàtica a l'exterior. Se li va encomanar realitzar gestions a Rio de Janeiro i a Londres, però va morir a alta mar.
Els diputats van ser integrats a la Junta, i el conjunt va constituir la Junta Gran, que es va formar oficialment el mateix dia.